# Howard Johnson (tubaïst)
Howard Lewis Johnson (Montgomery, 7 augustus 1941 - New York, 11 januari 2021) was een Amerikaanse jazzmuzikant (tuba, saxofoon), -componist en -arrangeur. Johnson dient niet te worden verwisseld met de altsaxofonist en klarinettist Howard Johnson (1905-1991).

## Biografie
Johnson groeide op in een kleine stad in de nabijheid van Cleveland. Op elfjarige leeftijd speelde hij baritonsaxofoon in de schoolband, daarna tuba. Tijdens zijn militaire diensttijd in de United States Navy leerde hij klarinet en altsaxofoon spelen, die hij echter later niet professioneel toepaste. Op advies van Eric Dolphy vertrok hij in 1963 naar New York, waar hij in aanraking kwam met het muziekcircuit. De eerste plaatopnamen maakte Johnson als baritonsaxofonist met Bill Dixon en Hank Crawford en in 1965 speelde hij kort bij Charles Mingus (Music Written for Monterey). In 1966 speelde hij vervolgens bij Archie Shepp, met wie hij diens album Mama Too Tight opnam. Geleidelijk werd Johnson van bandlid tot solist. Hij speelde in de band van Josephine Baker en Marvin Gaye en in de Duke Ellington-band. Hij was ook lid van het Jazz Composer's Orchestra en was betrokken bij de opname van Escalator over the Hill. Hij trad ook op met Gato Barbieri. In 1967 vestigde Johnson zich voor een poos in Los Angeles  en werkte daar o.a. samen met de bands van Oliver Nelson en Quincy Jones.
Weer terug in New York was Johnson een korte tijd lid van het Thad Jones/Mel Lewis Orchestra, maar ook van Charlie Hadens Liberation Music Orchestra. Bovendien speelde hij steeds weer in de verschillende formaties van Gil Evans, ook bij de opname van Svengali in 1973, diens Europese tournee in 1974 en het album There Comes a Time uit 1975 en latere optredens met het Monday Night Orchestra. Na 1970 werkte hij ook mee aan plaatproducties van rock- en bluesmuzikanten. Zo stelde hij een vierkoppige tubaband samen voor Taj Mahal, die meewerkten aan het album The Real Thing. Hij was ook betrokken bij de opnamen van John Lennon, The Band (Rock of Ages, The Last Waltz, 1971) en B.B. King. Vanaf 1975 werkte Johnson ook als arrangeur voor vele New Yorkse formaties. In 1972 was hij gastsolist tijdens het concert Charles Mingus and Friends in Concert. Vanaf 1976 behoorde hij tot de George Gruntz Concert Jazz Band, daarna bij Peter Herbolzheimers Gala-All Star Band.
In 1977 formeerde hij de zeskoppige tubaband Gravity, met o.a. Dave Bargeron, Bob Stewart en Tom Malone, waarmee hij sindsdien meerdere albums heeft ingespeeld. In 1985 speelde Johnson tijdens de Berliner Jazztage met een Allstar-ensemble van baritonsaxofonisten. In hetzelfde jaar haalde George Grunz hem voor het oratorium The Holy Grail of Jazz and Joy in Graz. Begin jaren 1990 was Johnson vijf jaar in Hamburg om te spelen bij de NDR Bigband. Bovendien maakte hij tijdens deze jaren plaatopnamen met George Gruntz, Miles Davis, Quincy Jones, John Scofield, Barbara Dennerlein en andere muzikanten.
De verdienste van Howard Johnson is het, door samen met Bob Stewart de tuba de hebben ontwikkeld van pure blazersbas tot erkend solo-instrument. Vanaf midden jaren 1970 plaatste Johnson zich op de koppositie in de categorie 'Verschillende instrumenten' in de polls van het jazztijdschrift DownBeat en Jazz Forum en verdrong toentertijd Rahsaan Roland Kirk van deze positie.

## Overlijden
Howard Johnson overleed in januari 2021 in New York op 79-jarige leeftijd na een langdurige ziekte.

## Discografie

### Onder zijn eigen naam
- 1994: Howard Johnson: Arrival (Verve Records)
- 1995: Howard Johnson & Gravity: Gravity!!! (Polygram) met de tubaïsten Bob Stewart, Earl McIntyre, Dave Bargeron, Tom Malone, Joe Dailey, Carl Kleinsteuber, Marcus Rojas u. a.
- 1998: Howard Johnson & Gravity: Right Now (Polygram)

### Met andere bands als solist
- 1966: Archie Shepp: Mama Too Tight (Impulse! Records)
- 1967-1968: Gary Burton: A Genuine Tong Funeral (RCA Records)
- 1968: Charlie Haden: Liberation Music Orchestra (Impulse! Records)
- 1968: Jazz Composers Orchestra: Communications (JCOA)
- 1973, 1974: Gil Evans: Svengali (ACT), The Gil Evans Orchestra Plays the Music of Jimi Hendrix (RCA Records), The Honey Man (Newtone)
- 1973-1974: Carla Bley: Tropic Appetites (Watt), Escalator Over The Hill
- 1975: Jaco Pastorius: Jaco Pastorius (Sony Records)
- 1977: Dexter Gordon: Sophisticated Giant (Columbia Records)
- 1981: Jaco Pastorius: Word of Mouth (Warner Bros. Records)
- 1984: Jack De Johnette Special Edition: Album Album (ECM Records)
- 1991: Miles & Quincy Live at Montreux (Warner Bros. Records)
- 1992: NDR Big Band: Bravissimo (ACT)
- 1996: John Scofield: Quiet (Verve Records)
- 1996: Barbara Dennerlein: Junkadoo (Verve Records)
- ????: Taj Mahal: The Real Thing

### Met de George Gruntz Concert Jazz Band
- 1978: The George Gruntz Conert Jazz Band with Guest Star Elvin Jones (MPS Records)
- 1981: At Zürich Schauspielhaus (Kenwood, verschenen in 1984)
- 1982: Live 82 (Amiga)
- 1983: Theatre (ECM Records, verschenen in 1984)
- 1987: Happening Now! (HatHut Records)
- 1989: First Prize (Enja Records)
- 1991: Blues 'n' Dues et Cetera (Enja Records)
- 1991: Beyond Another Wall (TCB)
- 1994: Ray Anderson & The George Gruntz Big Band (Gramavision Records)